# Aldobrandino II d'Este
Aldobrandino II d'Este (XIII secolo – Bologna, 26 luglio 1326) è stato signore di Ferrara dal 1317 al 1326.

## Biografia

### Infanzia

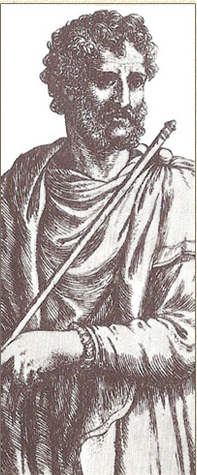
Obizzo II d'Este.

Figlio di Obizzo II d'Este e di Jacopina Fieschi, nipote di papa Adriano V.

### Matrimonio
Sposò nel 1289 Alda Rangoni (...-1325) dalla quale ebbe quattro figli.

### Signore di Ferrara
Fu signore di Ferrara dopo un periodo di lotte per la supremazia sulla città che videro gli Estensi costretti a lasciare il potere per quasi nove anni, dovendo cedere alle forze del Papa. Alla morte del fratello maggiore Azzo VIII d'Este divenne formalmente marchese di Ferrara..

### Morte
Il signore morì il 26 luglio 1326 a Bologna.

## Discendenza
Aldobrandino II e Alda Rangoni ebbero quattro figli:
- Alisa, nel 1325 sposò Rinaldo dei Bonacolsi, signore di Mantova
- Nicolò (?-1344), sposò Beatrice Gonzaga (?-1335), figlia di Guido Gonzaga, signore di Mantova
- Obizzo (1294-1352), suo successore e signore di Ferrara
- Rinaldo (?-1335), condottiero

## Ascendenza
|                        |   |                    | Genitori |  |  | Nonni |  |  | Bisnonni        |  |  | Trisnonni      |  |
|                        |   |                    |          |  |  |       |  |  | Azzo VII d'Este |  |  | Azzo VI d'Este |  |
|                        |   |                    |          |  |  |       |  |  | Azzo VII d'Este |  |  | Azzo VI d'Este |  |
|                        |   | Alice di Châtillon |          |  |  |       |  |  | Azzo VII d'Este |  |  |                |  |
| Rinaldo I d'Este       |   |                    |          |  |  |       |  |  | Azzo VII d'Este |  |  |                |  |
|                        |   | Giovanna           | …        |  |  |       |  |  |                 |  |  |                |  |
|                        |   | Giovanna           | …        |  |  |       |  |  |                 |  |  |                |  |
|                        |   | Giovanna           | …        |  |  |       |  |  |                 |  |  |                |  |
| Obizzo II d'Este       |   | Giovanna           |          |  |  |       |  |  |                 |  |  |                |  |
|                        |   | …                  | …        |  |  |       |  |  |                 |  |  |                |  |
|                        |   | …                  | …        |  |  |       |  |  |                 |  |  |                |  |
|                        |   | …                  | …        |  |  |       |  |  |                 |  |  |                |  |
| …                      |   | …                  |          |  |  |       |  |  |                 |  |  |                |  |
|                        |   | …                  | …        |  |  |       |  |  |                 |  |  |                |  |
|                        |   | …                  | …        |  |  |       |  |  |                 |  |  |                |  |
|                        |   | …                  | …        |  |  |       |  |  |                 |  |  |                |  |
| Aldobrandino II d'Este |   | …                  |          |  |  |       |  |  |                 |  |  |                |  |
|                        | … | …                  |          |  |  |       |  |  |                 |  |  |                |  |
|                        | … | …                  |          |  |  |       |  |  |                 |  |  |                |  |
|                        | … | …                  |          |  |  |       |  |  |                 |  |  |                |  |
| …                      | … |                    |          |  |  |       |  |  |                 |  |  |                |  |
|                        |   | …                  | …        |  |  |       |  |  |                 |  |  |                |  |
|                        |   | …                  | …        |  |  |       |  |  |                 |  |  |                |  |
|                        |   | …                  | …        |  |  |       |  |  |                 |  |  |                |  |
| Jacopina Fieschi       |   | …                  |          |  |  |       |  |  |                 |  |  |                |  |
|                        |   | …                  | …        |  |  |       |  |  |                 |  |  |                |  |
|                        |   | …                  | …        |  |  |       |  |  |                 |  |  |                |  |
|                        |   | …                  | …        |  |  |       |  |  |                 |  |  |                |  |
| …                      |   | …                  |          |  |  |       |  |  |                 |  |  |                |  |
|                        |   | …                  | …        |  |  |       |  |  |                 |  |  |                |  |
|                        |   | …                  | …        |  |  |       |  |  |                 |  |  |                |  |
|                        |   | …                  | …        |  |  |       |  |  |                 |  |  |                |  |
|                        |   | …                  |          |  |  |       |  |  |                 |  |  |                |  |